# Giovanni Dominici
 (novembre 2022).
Giovanni Dominici (dont le nom de famille était Banchini ou Baccini) (né vers 1360 à Florence et mort le 10 juin 1419 à Buda, Royaume de Hongrie) est un dominicain italien de la fin du XIVe et du début du XVe siècle, qui fut archevêque de Raguse et cardinal. Il tenta de convertir les Hussites.

## Biographie
Giovanni Dominici entre dans l'ordre dominicain à Santa Maria Novella en 1372, après avoir été guéri, par l'intercession de sainte Catherine de Sienne. En effet, il souffrait d'un trouble de l'élocution qui lui avait fermé les portes de l'ordre deux ans auparavant. Il part ensuite pour Paris pour compléter ses études théologiques, avant de revenir à Venise où il exerça comme professeur et prêcheur, ceci pendant douze ans. Parallèlement, avec l'aide de Raymond de Capoue, il institue plusieurs couvents de son ordre en faisant respecter la stricte observance : en 1391 à Venise, dont le couvent de Corpus Christi destiné aux religieuses, et en 1406 à Fiesole, le couvent San Domenico. 
En 1406, il est envoyé comme représentant de Venise au conclave, lors duquel le pape Grégoire XII est élu. Il devient son confesseur et son conseiller. Ce dernier le nomme d'abord archevêque de Raguse en Dalmatie, puis cardinal, en 1408, et l'envoie en Hongrie, s'assurer de l'allégeance de Sigismond.
Au concile de Constance, le premier novembre 1414, c'est Giovanni Dominici qui lit l'annonce de la résolution adoptée, sur son conseil, par Grégoire XII afin de mettre fin au schisme qui divisait l'église. 
Martin V, élu le 11 novembre 1417, envoie Giovanni en Bohème en tant que légat apostolique, afin de tenter d'endiguer la poussée des disciples et des idées de Jan Hus. Toutefois, ses efforts restent vains et il doit partir pour la Hongrie, à Buda, où il meurt le 10 juin 1419, âgé de près de soixante ans. 

## Œuvre
Giovanni Dominici a laissé des Commentaires sur divers livres de l'Écriture sainte, et plusieurs livres de piété.
Il est l'auteur de nombreuses hymnes et autres poèmes religieux, ainsi que de traités pédagogiques et théologiques tels que :
- Regola del governo di cura familiare, écrit entre 1400 et 1405, édité par Salvi (Florence) en 1860.
- Lucula Noctis, en réponse à une lettre de Nicola di Piero Salutati

## Citation
« La charité rapproche l'homme de Dieu. Elle qui a fait de Dieu un homme, elle fait que l'homme soit Dieu » (Traité de l'amour de charité).

## Vénération
Déclaré bienheureux par le pape Grégoire XVI le 9 avril 1832, il est fêté le 10 juin.

## Sources
- (en)  Cet article contient des extraits traduits d'un article de la Catholic Encyclopedia dont le contenu se trouve dans le domaine public.Catholic Encyclopedia (1913)/Bl. Giovanni Dominici
- (en) Texte sur Giovanni Dominici